# Brazil férfi kézilabda-válogatott
A brazil férfi kézilabda-válogatott Brazília nemzeti férfi kézilabda-válogatottja, melyet a Brazil Kézilabda-szövetség irányít.

## Részvételei

### Férfi kézilabda-világbajnokság
- 1958: 15. hely
- 1995: 24. hely
- 1997: 24. hely
- 1999: 16. hely
- 2001: 19. hely
- 2003: 22. hely
- 2005: 19. hely
- 2007: 19. hely
- 2009: 21. hely
- 2011: 21. hely
- 2013: 13. hely
- 2015: 16. hely
- 2017: 16. hely
- 2019: 09. hely
- 2021: 18. hely
- 2023: 17. hely
- 2025: 07. hely

## Külső hivatkozások
- Hivatalos oldal
- A kézilabda válogatott